# 埼玉県道382号早瀬さいたま線

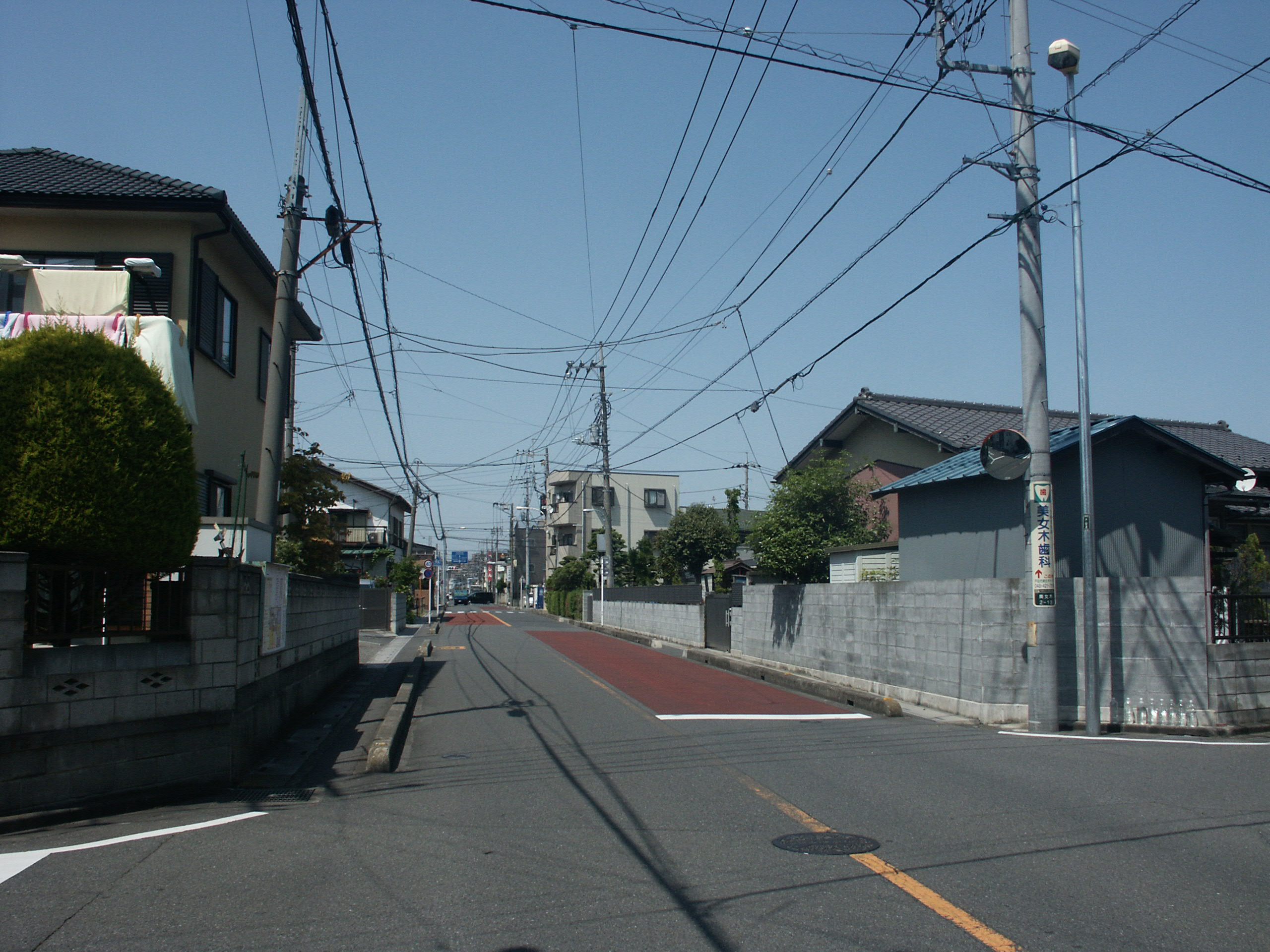
戸田市美女木二丁目付近

埼玉県道382号早瀬さいたま線（さいたまけんどう382ごう はやせさいたません）は、埼玉県戸田市、さいたま市を通る一般県道である。大部分は国道17号新大宮バイパス、埼玉県道79号朝霞蕨線と重複しているため単独区間は短い。

## 起点・終点・実延長
- 起点:埼玉県戸田市早瀬（国道17号新大宮バイパス、東京都道・埼玉県道68号練馬川口線交点）
- 終点:埼玉県さいたま市桜区田島四丁目（田島火の見下交差点）
- 実延長:358m（他の路線と重複していない単独区間）

## 交差する道路
- 埼玉県道68号練馬川口線（戸田市早瀬）
- 国道17号新大宮バイパス
- 首都高速5号池袋線戸田出入口（国道17号重複区間）
- 国道298号（戸田市美女木）
- 埼玉県道79号朝霞蕨線（戸田市美女木 美女木二丁目交差点）
- 埼玉県道213号曲本さいたま線（さいたま市南区 曲本交差点）
- 埼玉県道40号さいたま東村山線（さいたま市桜区 田島火の見下交差点）
- 埼玉県道165号大谷本郷さいたま線（田島火の見下交差点）

## 重複区間
- 国道17号新大宮バイパス（埼玉県戸田市早瀬 - 戸田市美女木三丁目）
- 埼玉県道79号朝霞蕨線（戸田市美女木 美女木二丁目交差点 - さいたま市桜区 田島火の見下交差点）

## 沿線
戸田市
- 戸田市立笹目小学校
- 戸田市立笹目東小学校
- 蕨警察署美女木交番
- 首都高速道路美女木分室
- 美女木郵便局

さいたま市南区
- 浦和曲本郵便局
- 西浦和公民館
- 萩原工業
- 第一倉庫冷蔵浦和曲本倉庫

さいたま市桜区
- 海幸水産浦和工場
- 田島公民館